# Cereopsius shamankariyali
Cereopsius shamankariyali là một loài bọ cánh cứng trong họ Cerambycidae.